# 茹科韋 (米科拉伊夫卡區)
47°18′12″N 30°30′14″E / 47.30333°N 30.50389°E
茹科韋（烏克蘭語：Жукове）是位於烏克蘭西南部的村莊，由敖德萨州贝雷济夫卡区的斯特留科韋市鎮負責管轄。該村始建於1921年，面積0.96平方公里，海拔高度63米，2001年人口224，人口密度每平方公里233.33人。